# Catherine Charlotte de Gramont
Catherine Charlotte de Gramont (1639 — Parijs, 4 juni 1678) was een Franse edelvrouw en was de echtgenote van Lodewijk I van Monaco en een maîtresse van koning Lodewijk XIV van Frankrijk.

## Biografie
Catherine Charlotte de Gramont werd geboren als de oudste dochter van maarschalk Antoine III de Gramont en Françoise Marguerite du Plessis, een nicht van kardinaal de Richelieu. In 1660 huwde ze met Lodewijk Grimaldi, de erfgenaam van het Vorstendom Monaco. Het echtpaar bracht echter meer van hun tijd in Parijs door dan in Monaco. Charlotte Catherine werd dan ook aangesteld als een hofdame van prinses Henriëtta Anne van Engeland. Nadat koning Lodewijk XIV zijn interesse in Louise de La Vallière verloor kreeg hij oog voor de knappe prinses van Monaco. Deze affaire hield maar een paar maanden stand. In 1668 werd ze gedwongen terug te keren naar Monaco, maar vier jaar later mocht ze weer terugkeren naar het Franse hof waar ze tot aan haar dood in 1678 verbleef.

## Huwelijk en kinderen
In 1660 huwde Catherine Charlotte de Gramont met Lodewijk I van Monaco, ze kregen samen zeven kinderen:
- Anton
- Maria Teresa
- Johanna Maria
- Teresa Maria
- Anna Hippolyte
- Frans Honorius, aartsbisschop van Besançon
- Amelia